# Saturnaliinae
De Saturnaliinae zijn een groep saurischische dinosauriërs, behorend tot de Sauropodomorpha.
In 2010 vond de Argentijnse paleontoloog Martín Daniel Ezcurra in een kladistische analyse dat de juist door hem benoemde soort Chromogisaurus, binnen de klade Guaibasauridae speciaal verwant was aan Saturnalia. Hij benoemde daarom een aparte klade Saturnaliinae met als definitie: de groep bestaande uit de laatste gemeenschappelijke voorouder van Saturnalia tupiniquim en Chromogisaurus novasi en al zijn afstammelingen.
De groep bestaat uit kleine langnekkige planteneters. Als guaibasauriden zijn de saturnaliinen zeer basale sauropodomorfen. Het lukte Ezcurra niet de positie van de Saturnaliinae binnen de Guaibasauridae nader te bepalen. Saturnalia en Chromogisaurus zijn voorlopig de enige bekende soorten. Beide stammen uit het late Trias van Zuid-Amerika.